# Konsular
Ein Konsular, lateinisch consularis (vir), war im Römischen Reich ein Mitglied des Senats, das mindestens einmal das Amt eines Konsuls ausgeübt hatte.
Konsulare bildeten in der Römischen Republik zusammen mit der zahlenmäßig noch kleineren Gruppe der Censorier (gewesene Censoren, die in der Regel aus den Reihen der Konsulare kamen) die oberste Rangklasse der Senatoren; sie verfügten über die größte auctoritas und wurden bei Diskussionen im Senat stets als erste um ihre Meinung gebeten. Erlangte ein homo novus das Konsulat, so stieg er damit in die Nobilität auf.
In der Kaiserzeit war konsularer Rang bis ins 3. Jahrhundert Voraussetzung für die Bekleidung besonders wichtiger beziehungsweise prestigeträchtiger Posten wie beispielsweise der Statthalterschaft in den Provinzen Asia und Africa oder der Stadtpräfektur. Um möglichst vielen Senatoren den Zugang zu diesen Ämtern zu ermöglichen, gab es nun meist mehr als zwei Konsuln pro Jahr; denn auch nachgerückte Kandidaten (Suffektkonsuln) waren im Anschluss Konsulare. Bis 217 (Macrinus) beziehungsweise 235 (Maximinus Thrax) war auch das Kaisertum selbst nur für Konsulare zugänglich.